# アレット島
アレット島（英語: Alet Island）は太平洋北西部カロリン諸島、プルワット環礁の小さな島。北東にトゥ島（To）、アレンジェラプ島（Alengelap）があり、プルワト島が東に、南西にホウ島（Haw）が存在する。西北西5km程の位置にエンダービー堆が存在する。
西部には日本が立てた灯台があり、アメリカ合衆国国家歴史登録財に登録されている。第二次世界大戦当時、USSティノサが通信施設に艦砲射撃を行っているほか、USSタニーも周辺海域の警戒を行っている。

## 註
1. ↑  Maps (Map). Google Maps.